# Limbo (album)
Limbo – trzeci album studyjny polskiego piosenkarza Ignacego Błażejowskiego. Wydawnictwo ukazało się 22 listopada 2024 nakładem wytwórni muzycznej Polydor Records w dystrybucji Universal Music Polska.
Album jest utrzymany w stylu muzyki pop. Składa się z wersji standardowej (1 LP).
Nagrania były promowane singlami: „Trucizna”, „Stop!!”, „Nic nie widać po mnie”, „24/7” i „Tu (chciałbym wrócić)”.

## Lista utworów
Opracowano na podstawie materiału źródłowego.
| Limbo – Wersja standardowa | Limbo – Wersja standardowa | Limbo – Wersja standardowa             | Limbo – Wersja standardowa                                | Limbo – Wersja standardowa |
| Nr                         | Tytuł utworu               | Słowa                                  | Muzyka                                                    | Długość                    |
| -------------------------- | -------------------------- | -------------------------------------- | --------------------------------------------------------- | -------------------------- |
| 1.                         | „Nic nie widać po mnie”    | Ignacy Błażejowski, Błażej Sudnikowicz | Ignacy Błażejowski, Błażej Sudnikowicz, Maurycy Żółtański | 1:57                       |
| 2.                         | „Trucizna”                 | Ignacy Błażejowski, Błażej Sudnikowicz | Ignacy Błażejowski, Błażej Sudnikowicz                    | 3:08                       |
| 3.                         | „24/7”                     | Ignacy Błażejowski, Błażej Sudnikowicz | Ignacy Błażejowski, Błażej Sudnikowicz                    | 2:54                       |
| 4.                         | „Limbo”                    | Ignacy Błażejowski, Błażej Sudnikowicz | Ignacy Błażejowski, Błażej Sudnikowicz                    | 3:35                       |
| 5.                         | „Tu (chciałbym wrócić)”    | Ignacy Błażejowski, Błażej Sudnikowicz | Ignacy Błażejowski, Błażej Sudnikowicz                    | 3:58                       |
| 6.                         | „Za wysoko”                | Ignacy Błażejowski, Błażej Sudnikowicz | Ignacy Błażejowski, Błażej Sudnikowicz                    | 1:02                       |
| 7.                         | „5/4”                      | Ignacy Błażejowski                     | Ignacy Błażejowski, Maurycy Żółtański                     | 4:39                       |
| 8.                         | „Stop!!”                   | Ignacy Błażejowski, Błażej Sudnikowicz | Ignacy Błażejowski, Błażej Sudnikowicz                    | 2:34                       |
| 9.                         | „Przepaść”                 | Ignacy Błażejowski, Błażej Sudnikowicz | Ignacy Błażejowski, Błażej Sudnikowicz, Maurycy Żółtański | 5:22                       |
| 10.                        | „Zostań”                   | Ignacy Błażejowski, Błażej Sudnikowicz | Ignacy Błażejowski, Błażej Sudnikowicz                    | 1:31                       |
|                            |                            |                                        |                                                           | 30:40                      |

Uwagi:
- W utworze „Stop!!” tytuł piosenki jest stylizowany na wszystkie duże litery.